# Oracene Price
Oracene Price née le 3 avril 1952 est une entraîneuse de tennis américaine. Elle est à la fois mère et entraîneuse de Venus Williams et de Serena Williams. Elle est l'ex-épouse de Richard Williams, divorcée en 2002.

## Au cinéma
- La Méthode Williams (2021), film de Reinaldo Marcus Green ; interprétée par Aunjanue Ellis.